# Luis Piñeyro del Campo
Luis Piñeyro del Campo  (Montevideo, 15 de agosto de 1853- París, 21 de agosto de 1909), abogado,  político, catedrático y filántropo uruguayo.

## Biografía
Casado en 1887 con Cora Carve Urioste, tuvo 7 hijos. Poco después del nacimiento de su hijo menor, su esposa falleció en 1895.
Se destacó por su actividad en distintos ámbitos de la sociedad uruguaya de su tiempo. Luego de recibirse de abogado, además de ejercer el derecho en un estudio particular, fue profesor y catedrático de Derecho Romano en la Universidad de la República.
En el año 1881 fue uno de los fundadores del Partido Constitucional, de corta vida. Posteriormente fue Ministro de Relaciones Exteriores durante un breve período de la presidencia de Juan Idiarte Borda en 1894.
De familia católica, contribuyó con numerosas obras de beneficencia. Durante una larga etapa formó parte de la Comisión Nacional de Caridad y Beneficencia Pública, que a fines del siglo XIX e inicios del siglo XX era la encargada de atender la salud pública en el país, dirigiendo hospitales, asilos y demás servicios.
Durante las guerras civiles de 1897 y 1904 tuvo participación destacada en las misiones encargadas de socorrer a los heridos, encomendadas a dicha Comisión de Caridad.
También dedicó tiempo a la literatura, escribiendo poemas entre los que El Último Gaucho es uno de los más importantes.

## Homenajes
Fue como homenaje a una larga vida dedicada al servicio de los demás que se le dio su nombre al actual Hospital Centro Geriátrico Dr. Luis Piñeyro del Campo, ubicado en el barrio de La Unión de Montevideo, en sus inicios llamado Asilo de Mendigos.